# Revolution Dub
Revolution Dub je šesnaesti studijski album sastava The Upsetters, a sedamnaesti ukupno. Album je sniman u studiju Black Ark Leeja Perryja. Izašao je u vrlo maloj nakladi u studenome 1975. godine pod etiketom Cactus Records, a producirao ga je Lee Scratch Perry. Žanrovski pripada dubu,  roots reggaeu, rocksteadyju i political reggaeu. Album je 1975. izdao Cactus Records. Kasnije su ga reizdale diskografske etikete Lagoon Records, Orange Street Records, Creole Records te Earmark Records. Ovaj album se nalazi i na trilogijskom dvostrukom CD-u Dub Triptych kojeg je 2004. objavio Trojan Records. Na njemu se nalaze albumi Blackboard Jungle Dub, Cloak and Dagger iz 1973. i Revolution Dub.
Album Revolution Dub su karakterizirale radikalne mješavine drum & bassa, zvučnih efekata, uključujući bizarne isječke iz britanskih komedija snimljenih s radija, teškog basa, glasovnih dionica samog Perryja te prve uporabe drum machinea u reggaeu.

## Popis pjesama
Sve pjesme je skladao Lee Scratch Perry. Sve tekstove je napisao Perry.

### Strana A
1. Dub Revolution - 4:23
2. Womans Dub - 3:28
3. Kojak - 3:46
4. Doctor on the Go - 3:56
5. Bush Weed - 3:42

### Strana B
1. Dreadlock Talking - 3:24
2. Own Man - 1:42
3. Dub the Rhythm - 2:59
4. Rain Drops - 2:59

## Vanjske poveznice
- (engleski) Revolution Dub na All Music Guideu
- (engleski) Revolution Dub  Arhivirana inačica izvorne stranice od 28. kolovoza 2010. (Wayback Machine) na roots-archives.com
- (engleski) Revolution Dub  Arhivirana inačica izvorne stranice od 8. rujna 2008. (Wayback Machine) na Ethernal Thunderu
- (engleski) Dub Triptych  Arhivirana inačica izvorne stranice od 8. kolovoza 2010. (Wayback Machine) na roots-archives.com